# Michał Zubelewicz
Michał Zbigniew Zubelewicz (ur. 2 marca 1923 w Grodzisku Mazowieckim, zm. ?) – polski działacz państwowy i inżynier budownictwa, w latach 1968–1981 podsekretarz stanu w resortach związanych z gospodarką terenową.

## Życiorys
Syn Aleksandra i Janiny. Jego ojciec był inżynierem drogownictwa i działaczem Polskiego Towarzystwa Turystyczno-Krajoznawczego. Od 1932 mieszkał w Wilnie, gdzie w 1942 ukończył Państwowe Liceum Techniczne. We wrześniu 1939 uczestniczył w obronie Wilna przed Sowietami. Następnie podobnie jak ojciec pracował w przedsiębiorstwie budowlanym Bauhütte Litauen, a od kwietnia do lipca 1944 walczył pod pseudonimem „Mieszko” w Armii Krajowej. Ze względu na tę działalność został deportowany w głąb ZSRR. W 1945 przybył do Olsztyna, podejmując pracę jako technik drogowy. W 1953 ukończył studia z budownictwa na Wydziale Inżynierii Lądowej Politechniki Warszawskiej. W 1949 został pierwszym przewodniczącym olsztyńskiego oddziału Polskiego Związku Inżynierów i Techników Budownictwa.
Należał kolejno do Polskiej Partii Socjalistycznej (1946–1947), Polskiej Partii Robotniczej (1947–1948) i Polskiej Zjednoczonej Partii Robotniczej (od 1948); był sekretarzem i II sekretarzem POP PPR i następnie PZPR w Olsztynie. W 1951 został dyrektorem Zjednoczenia Budownictwa Przemysłowego w Olsztynie, w kolejnym roku szefem Centralnego Zarządu Północny Wschód w Ministerstwie Budownictwa Przemysłowego. Następnie w ramach Państwowej Komisji Planowania Gospodarczego był wiceszefem Departamentu Budowlanego i dyrektorem Zespołu Budownictwa i Przemysłu Materiałów Budowlanych.
W kolejnych latach pełnił funkcję podsekretarza stanu kolejno w: Ministerstwie Gospodarki Komunalnej (styczeń 1968–kwiecień 1972), Ministerstwie Gospodarki Terenowej i Ochrony Środowiska (kwiecień 1972–maj 1975) oraz Ministerstwie Administracji, Gospodarki Terenowej i Ochrony Środowiska (maj 1975–sierpień 1981). Od 1979 do 1980 był ponadto pełnomocnikiem rządu ds. remanentów obiektów wojsk radzieckich w Polsce.